# Parki narodowe w Kazachstanie
Poniżej znajduje się lista parków narodowych, zlokalizowanych na terenie Kazachstanu.
| Nazwa                              | Obwód                                      | Powierzchnia (ha) | Rok utworzenia | Zdjęcie |
| ---------------------------------- | ------------------------------------------ | ----------------- | -------------- | ------- |
| Park Narodowy „Bajanauyl”          | Obwód pawłodarski                          | 68 453            | 1985           |         |
| Park Narodowy „Ałtynemel”          | Obwód ałmacki                              | 161 153           | 1996           |         |
| Park Narodowy Ałatau Zailijskiego  | Obwód ałmacki                              | 199 703           | 1996           |         |
| Park Narodowy „Kokczetaw”          | Obwód akmolski Obwód północnokazachstański | 182 076           | 1996           |         |
| Park Narodowy „Karkarały”          | Obwód karagandyjski                        | 112 120           | 1998           |         |
| Park Narodowy „Burabaj”            | Obwód akmolski                             | 129 935           | 2000           |         |
| Park Narodowy „Katonkaragaj”       | Obwód wschodniokazachstański               | 643 477           | 2001           |         |
| Park Narodowy „Szaryn”             | Obwód ałmacki                              | 127 050           | 2004           |         |
| Park Narodowy „Sajram-Ögem”        | Obwód południowokazachstański              | 149 053           | 2006           |         |
| Park Narodowy „Kölsaj köldery”     | Obwód ałmacki                              | 161 045           | 2007           |         |
| Park Narodowy Ałatau Dżungarskiego | Obwód ałmacki                              | 356 022           | 2010           |         |
| Park Narodowy „Bujratau”           | Obwód akmolski Obwód karagandyjski         | 88 968            | 2011           |         |